# Gregorio Suberviola Baigorri
Gregorio Suberviola Baigorri (Morentin, Navarra, 9 de maig de 1896 – Barcelona, 13 de març de 1924) fou un anarcosindicalista navarrès, conegut com el serio i Torinto

## Biografia
El seu pare treballava com a paleta, va passar la infància i joventut al seu poble natal treballant com a paleta fins que, cap a 1919, després de realitzar el servei militar a Estella, va abandonar la casa familiar cap a Saragossa i Sant Sebastià. Allí va treballar en la construcció del Kursaal i contactà amb la CNT local de la mà de Manuel Buenacasa Tomeo, amb qui va fer tasques d'organització sindical. El 1920 contactà amb Buenaventura Durruti, de visita aleshores a Sant Sebastià, i forma part del grup "Los Justicieros" amb Cristóbal Albadetrecu Irazábal, Marcelino del Campo i el mateix Durruti.
Acusat el grup d'haver intervingut en un suposat atemptat contra el rei Alfons XIII el 1920, hagué de traslladar-se a Saragossa, on s'amagà a casa d'Inocencio Pina. Entre 1921 i 1922 amplià els seus coneixements sobre l'anarquisme i potser va assistir a la Conferència de la CNT a Saragossa de 1922. S'hi va projectar la creació d'una federació anarquista d'abast peninsular que accelerés la revolució i l'adquisició d'armes per mitjans violents. Així es creà el grup Crisol, format pels militants Durruti, Suberviola, Rafael Torres Escartín, Marcelino del Campo i Francisco Ascaso Abadía. L'agost de 1922 s'instal·len a Barcelona, on es van reforçar amb militants del sindicat de la fusta i l'octubre del mateix any constituïren el grup "Los Solidarios".
Es creu que participà en un Ple de Regionals a València la primavera de 1923 en el qual s'acordà la creació d'un Comitè Nacional revolucionari, amb Ángel Pestaña, Ortega i Suberviola, encarregat d'organitzar la lluita frontal contra el Govern. Fou detingut a Saragossa al març de 1923, on se li va voler involucrar en un crim del Sindicat Lliure, però es va escapar de la presó el 8 de novembre.
El 17 d'abril de 1923, juntament amb Antonio el Toto, va assassinar l'exgovernador civil de Biscaia, general González de Regueral, i va prendre part en l'atracament al Banc d'Espanya a Gijón l'1 de setembre del mateix any. El botí va ser d'unes 700.000 pessetes. Amb la implantació de la dictadura de Primo de Rivera les activitats dels grups d'acció comencen a patir un fort cèrcol policial.
Al començament de 1924 va ser localitzat al seu domicili a Barcelona. El 24 de febrer es va enfrontar amb les forces de l'ordre davant la seva casa, al carrer de Blai -encreuament amb el carrer de la Creu dels Molers -, al barri del Poble Sec de Barcelona.41° 22′ 28.5″ N, 2° 9′ 43.7″ E / 41.374583°N,2.162139°E Com a resultat va morir Marcelino del Campo i ell va resultar greument ferit. Gregorio Suberviola Baigorri va morir el 13 de març de 1924 a l'Hospital Clínic de Barcelona (Espanya) a conseqüència de les ferides rebudes amb el xoc amb la policia.